# Rat Race
Rat Race — четвертий EP британського рок-гурту Enter Shikari. Альбом вийшов під лейбом Ambush Reality Records у Великій Британії та Hopeless Records у США 3 грудня 2013 року.

## Список композицій
1. The Paddington Frisk - 1:18
2. Radiate - 4:33
3. Rat Race - 3:19
4. Radiate (Shikari Sound System Remix) - 3:51